# Glenn Harrison
Glenn Harrison (* 1955) ist ein australischer Wirtschaftswissenschaftler und Hochschullehrer.

## Werdegang, Forschung und Lehre
Harrison studierte zunächst an der Monash University in Melbourne, an der er 1976 als Bachelor of Economics und zwei Jahre später als Master of Economics graduierte. Anschließend ging er in die Vereinigten Staaten, wo er sein Studium an der University of California, Los Angeles fortsetzte. Nach einem Abschluss als Master of Arts 1980 beendete er 1982 seine Ausbildung als Ph.D. in Wirtschaftswissenschaften.
Zwischen dem Januar 1983 und dem August 1988 lehrte Harrison als Assistant Professor und später als Associate Professor an der University of Western Ontario, unterbrochen von Gastprofessuren an der University of Canterbury, University of Arizona und der Universität Stockholm. Anschließend wechselte er an die University of New Mexico, ehe er 1990 an der University of South Carolina zum ordentlichen Professor berufen wurde. 2003 folgte er einem Ruf der University of Central Florida, ab 2007 war er parallel an der University of Durham tätig. 2010 übernahm er den C.V.-Starr-Lehrstuhl für Risikomanagement und Versicherung an der Georgia State University. 
Harrisons Arbeitsschwerpunkt liegt in den Bereichen der experimentellen Wirtschaftsforschung, der ökonomischen Analyse des Rechts, der Handels- und der Umweltpolitik. Dabei beschäftigte er sich insbesondere mit der Erhebung von Risiko- und Zeitpräferenzen, Marktzugang und Regulierung sowie Verhandlungsverhalten. Hierzu veröffentlichte er unter anderem Studien zu Kompensationszahlungen der Tabakindustrie. Daneben publizierte er zu Gleichgewichtsmodellen, um Auswirkungen von internationalen und regionalen Handelsreformen zu bemessen, und zu den Auswirkungen der globalen Erwärmung.